# Бендера, Эугениуш
Эугениуш Бендера, польск. Eugeniusz Bendera (13 или 14 марта 1906, Чортков, Российская империя — 7 июля 1988, Варшава, Польша) — шофёр и механик, узник концлагеря Освенцим, инициатор успешного побега из Освенцима.

## Ранние годы
Родился в семье Иосифа Бендеры и Михалины Хмелевцовой.
13 июля 1930 года в возрасте 24 лет женился на 18-летней Хелене Куларской (Helena Kularska, 1912—1983). В 1932 году у пары родился сын Рышард (Ryszard).
На начало войны жил в Пшедбуже, работал шофёром.

## Заключение в концлагерь и побег
Во время немецкой оккупации Польши был арестован жандармерией, а затем интернирован в концлагерь Освенцим. Прибыл в лагерь 9 января 1941 года; ему был присвоен лагерный номер 8502.
В период, предшествовавший побегу, работал механиком в автомобильных мастерских СС в лагере.
В мае 1942 года Эугениуш Бендера получил конфиденциальную информацию о том, что он внесён в список заключённых, приговорённых к смертной казни. Жизнь ему было решено сохранить лишь до окончания уже начатого им ремонта машины. Бендера уговорил Казимежа Пеховского, пленного польского разведчика, бежать. К ним пожелали присоединиться Станислав Ястер, подпольщик, и Юзеф Лемпарт, священник.
В субботу 20 июня 1942 года Бендера вывел автомобиль Steyr 220 из гаража СС, остальные трое заключённых проникли на склад СС и похитили оттуда униформу и оружие. Переодевшись, заключённые подъехали к воротам лагеря. Пеховский отлично владел немецким языком; одетый в форму офицера СС, изображая страшное нетерпение, он грубой бранью потребовал от караульных немедленно поднять шлагбаум, и те, сбитые с толку, подчинились.
На расстоянии около 60 километров от лагеря заключённые бросили угнанную машину и дальше пробирались пешком. Лемпарт заболел, и его пришлось оставить у местного священника. Ястер направился в Варшаву к своей возлюбленной. Бендера и Пеховский укрылись в деревне Ласек, неподалёку от Кельце. Там Эугениуш достал фальшивые документы для себя и Пеховского, после чего беглецы разделились: Бендера направился в свой родной Чортков, а Пеховский устроился на работу на ферму недалеко от Ласека.
Все меры, направленные на розыск сбежавших заключённых, ни к чему не привели. Именно после этого побега нацисты начали политику нанесения татуировок заключённым.

## После войны
Бендера после войны вернулся в Пшедбуж, где работал по специальности.
После развода в 1959 году переехал в Варшаву, где и скончался 7 июля 1988 года. Похоронен на Бродненском кладбище Варшавы (kwatera 12L rząd 7 grób 32).